# Purify Your Soul
Purify Your Soul – jedyny studyjny album polskiego zespołu Creation of Death, wydany w 1991 przez Metal Mind Productions.

## Lista utworów
1. Overture (instrumentalny) – 2:17
2. Purify Your Soul – 4:59
3. Quartering Alive – 3:56
4. Nameless Forever – 3:45
5. Ingratitude – 5:30
6. By Truth, By Love – 4:10
7. Psalm 69 – 4:54
8. Words – 3:43
9. Don’t Be So Full Of Pride – 2:55
10. You Aren’t Possessed Yet – 4:34
11. Hope – 3:36

## Twórcy
Skład zespołu
- Robert „Litza” Friedrich – gitara, śpiew
- Arkadiusz „Długi” Wielgosik – gitara
- Tomasz „Lemmy Demolator” Olszewski – gitara basowa
- Tomasz „Tommy G.” Goehs – perkusja

Pozostali
- Piotr Madziar - inżynier dźwięku
- Tomasz Dziubiński – produkcja muzyczna